# Albert Zafy
Albert Zafy (ur. 1 maja 1927 w Ambilobe, zm. 13 października 2017 w Saint-Pierre) – malgaski polityk, prezydent Madagaskaru.

## Życiorys
Urodzony w północnej części Madagaskaru, studiował we Francji.
Był ministrem zdrowia w rządzie Gabriela Ramanantsoa, a po dojściu do władzy Didiera Ratsiraki porzucił politykę i zajął się pracą naukową na University of Madagascar w Antananarywie. Na początku lat 90. stanął na czele opozycyjnej UNDD.
Został prezydentem 27 marca 1993 roku, w dniu jego zaprzysiężenia ogłoszono Trzecią Republikę. Kolejne wybory 13 czerwca 1993 roku, tym razem do parlamentu, dały przewagę partii CFV, co pozwoliło jej utworzyć mocną koalicję rządową, jednak już na początku 1994 roku władza musiała zmierzyć się z kryzysem politycznym i ekonomicznym. W koalicji doszło do pogłębienia podziałów na tle etnicznym. W gospodarce nastąpiło zwiększenie deficytu budżetowego. Rządy Zafy’ego zakończyły się impeachmentem w lipcu 1996 roku, gdy parlament oskarżył głowę państwa o nadużycie władzy. Tymczasowym prezydentem został wtedy Norbert Ratsirahonana, a wkrótce do władzy powrócił Didier Ratsiraka. Zafy po utracie władzy wciąż działał w polityce jako jeden z liderów opozycji.
Zmarł 13 października 2017.